# John Lindroth

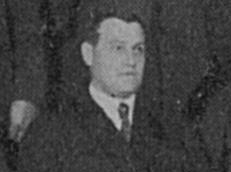
Foto do ex- ginasta finlandês John Lindroth.

John Lindroth (Karijoki, 17 de setembro de 1883 — Helsinque, 24 de julho de 1960) foi um ginasta finlandês que competiu em provas de ginástica artística pela nação.
Lindroth é o detentor de uma medalha olímpica, conquistada na edição de 1908, nos Jogos de Londres. Na ocasião, ao lado de outros 25 companheiros, conquistou a medalha de bronze, após ser superado pelas nações da Suécia, de Sven Landberg, medalhista de ouro, e Noruega, segunda colocada.